# Alex North
Alex North, ursprungligen Isadore Soifer, född 4 december 1910 i Chester i Pennsylvania, död 8 september 1991 i Los Angeles i Kalifornien, var en amerikansk kompositör av framförallt filmmusik.
1955 skrev North ledmotivet till filmen Unchained, som kom att bli sången Unchained Melody. Han komponerade också bland annat musiken till filmerna Viva Zapata!, Spartacus, Cleopatra och Vem är rädd för Virginia Woolf?.
1968 anlitades North att skriva musiken till Stanley Kubricks film 2001 – Ett rymdäventyr. Hans arbete blev dock refuserat i sista stund av Kubrick som i stället valde att använda sig av redan befintlig klassisk musik av Johann och Richard Strauss, György Ligeti och Aram Chatjaturjan.

## Filmografi (urval)
- 1951 – Linje Lusta
- 1952 – Viva Zapata!
- 1955 – Pappa Långben
- 1955 – Unchained
- 1960 – Spartacus
- 1961 – De missanpassade
- 1963 – Cleopatra
- 1966 – Vem är rädd för Virginia Woolf?
- 1985 – Prizzis heder
- 1987 – Good Morning, Vietnam